# Parto respetado
Se denomina parto respetado o parto humanizado a un modo de atender el parto en el cual se privilegia la voluntad de la mujer que va a dar a luz  realizando intervenciones cuando son estrictamente necesarias y con el pleno consentimiento de la mujer. El objetivo es que el momento del parto sea un espacio familiar donde la mujer y su bebé sean los protagonistas, donde el nacimiento se desarrolle de la manera más natural posible y donde no se realicen intervenciones quirúrgicas innecesarias, en consonancia con las recomendaciones de la Organización Mundial de la Salud. Entre otros objetivos pretende limitar el empleo de la cesárea, de modo que no supere el 15% de los partos de un país.
El parto respetado abarca, como puntos más importantes, cuestiones como la elección del lugar donde se producirá el parto (hospitales, sanatorios o incluso la propia casa), la forma y la posición de parir, y la elección del acompañante durante el proceso.

## Legislación
- Ley de parto humanizado en Argentina